# Friedrich Philipp Ritterich
Friedrich Philipp Ritterich (Lipsia, 4 maggio 1782 – Lipsia, 12 febbraio 1866) è stato un oculista tedesco.

## Biografia
Studiò medicina a Lipsia e Jena, e dopo la laurea continuò la sua formazione a Vienna con gli oftalmologi Georg Joseph Beer (1763-1821) e Johann Adam Schmidt (1759-1809). Nel 1807 divenne docente privato presso la facoltà di medicina dell'Università di Lipsia, nel 1820 fu nominato professore di oftalmologia. Nel 1820 fondò anche una clinica oculistica privata a Lipsia.
Durante la fine degli anni '50 del secolo cedette a una severa ambliopia, che lo costrinse ad abbandonare la sua pratica e limitare il carico di lavoro alle attività letterarie. Alla fine diventò completamente cieco ed morì nel 1866 all'età di 83 anni.
Ritterich fece contributi che includevano scritti sullo strabismo e indagini su malattie del canale nasale lacrimale e l'effetto dei muscoli oculari (con l'anatomista Eduard Weber 1806-1871).

## Opere
- Jährliche Beiträge zur Vervollkommnung der Augenheilkunst, volume 1, 1827.
- Das Schielen und seine Heilung, 1843.
- Die Lehre vom Schielen und über das Anpaßungsvermögen der Augen, 1856.
- Lehre von den blutigen Augenoperationen am menschlichen Körper, 1858.
- Die Hornhautbeere. Staphylom der Hornhaut, 1859.
- Weitere Beiträge zur Vervollkommnung der Augenheilkunst, 1861.

| Controllo di autorità | VIAF (EN) 20460028 · ISNI (EN) 0000 0000 1349 7192 · CERL cnp01087894 · GND (DE) 117533157 |